# Cynthia del Águila
Pour les articles homonymes, voir Del Águila.
Cynthia Carolina del Águila Mendizábal de Saenz de Tejada, née le 16 mai 1959, est une femme politique guatémaltèque. Elle est ministre de l'Éducation entre 2012 et 2015.